# Пьеракос-Мавромихалис, Периклес
Периклис Пиерракос Мавромихалис (греч. Περικλής Πιερράκος Μαυρομιχάλης; 1863, Лакония, Пелопоннес — 1938, Афины) — греческий генерал и министр 20-го века. Бронзовый призёр летних Олимпийских игр 1896 по фехтованию.

## Биография
Родился в семье ветерана Освободительной войны Греции (1821—1829 годы) Антония Мавромихалиса. Принадлежал известному военному клану маниатов Мавромихалисам.
Окончил Военное училище эвэлпидов и стал офицером кавалерии.
Принял участие в «странной» греко-турецкой войне 1897 года.
В Балканских войнах воевал в звании подполковника.
В малоазийском походе греческой армии (1919—1922) некоторое время был командующим 2-го корпуса.
По завершении войны был назначен командующим корпуса в приграничном регионе Эврос:398.
:75.
Дослужился до звания генерал-лейтенанта.
Был вовлечён в политику. Был избран депутатом парламента от Итилос, Мани (полуостров).
Стал министром внутренних дел (1922—1923 годы) и военным министром (1923 год) в правительстве С. Гонатаса:513, а также министром внутренних дел в правительстве Ф. Софулиса.
Был сенатором в период 1929—1932 годов.

## Призёр Олимпийских игр
Периклес Пьеракос-Мавромихалис стал бронзовым призёром летних Олимпийских игр 1896 по фехтованию. Пьеракос-Мавромихалис участвовал в соревнованиях на рапирах. В группе, он проиграл вышедшему в финал французу Анри Калло, и не смог пройти дальше, однако МОК позже определил, что бронзовая медаль вручается именно ему.